# 清本章太
清本 章太（きよもと しょうた、1986年10月29日 - ）は、日本の映画監督、写真家。徳島県出身。

## 略歴
1986年、一卵性双生児として徳島に生まれる。
中央大学を卒業後、徳島に戻り働きながら国内外を旅し、写真展を開催。その後、短編映画を撮り始め、第1作目「¿REALITY?」、第2作目「Fantasme」、第3作目「オレたち！オーバーオール！！ OUR HEARTS! OUR HOMETOWN!!」を徳島と東京で自主上映。最新作として、徳島を舞台とした短編映画「あの頃、あの場所で」を製作。徳島県での映画製作にこだわりを持ち活動中。

## 作品

### 映画
- 『¿REALITY?』（2015年）- 監督・脚本・製作・出演・編集
- 『Fantasme』（2015年）- 監督・脚本・製作・編集
- 『オレたち！オーバーオール！！ OUR HEARTS! OUR HOMETOWN!!』（2017年）- 監督・脚本・製作・出演・編集[1]
- 『鼓動の夏』（2020年）- 監督
- 『あの頃、あの場所で YURI＆HAYATO』（2023年）- 監督・脚本・製作・撮影・編集

### 写真展
- RHS Photo Exhibition #1 ～僕らの美形～（2013年）
- Faces & Places on my Journey（2014年）
- トルコ 心の旅 写真展　～イスタンブール、カッパドキア～（2023年）

### 参加作品
- ぞめきのくに（2019年） - 助監督[2]

### その他
- 『エール！ Cheer for You!　ー レーザーシステムでの日々 ー』（2024年）- 撮影・編集